# Chloé Vande Velde
Chloé Nicole Vande Velde (* 6. Juni 1997) ist eine belgische Fußballnationalspielerin, die im Mittelfeld und Angriff eingesetzt wird.

## Karriere

### Vereinskarriere
Vande Velde begann bei kleineren Vereinen, ehe sie zum KAA Gent kam. Für diesen spielte sie auch in der gemeinsamen belgisch-niederländischen BeNe League und gewann zweimal den Landespokal. Von Juni bis August 2021 spielte sie für den isländischen Meister Breiðablik Kópavogur. Mit diesem nahm sie an der Qualifikation zur UEFA Women’s Champions League 2021/22 teil. Nach einem 7:0 im Halbfinale der ersten Runde gegen den färöischen Meister KÍ Klaksvík wurden auch das Finale der ersten Runde gegen FC Gintra mit 8:1 gewonnen. Bei beiden Spielen kam sie zum Einsatz. Die zweite Runde gegen ŽNK Osijek überstanden die Isländerinnen dann ohne sie und erreichten die erstmals ausgetragene Gruppenphase.
Im Juli 2022 wechselte sie zu ADO Den Haag. Im Sommer 2024 wechselte sie zum Club YLA, der Frauenabteilung des FC Brügge.

### Nationalmannschaftskarriere
Vande Velde bestritt im Mai 2013 bei einem internationalen Turnier drei Spiele für die belgische U-16-Mannschaft. Mit der U-17 nahm sie im August 2013 an der ersten Qualifikationsrunde für die U-17-EM 2014 teil. Mit drei Siegen qualifizierten sie sich bei einem Turnier in Slowenien für die zweite Runde. Diese fand einen Monat später in Deutschland statt. Nach einem 1:0-Sieg gegen die Niederländerinnen und einem 1:1 gegen die Schweiz verloren sie mit 0:1 gegen die Gastgeberinnen, so dass sie als viertbeste Gruppenzweite die Endrunde verpassten. Elf Monate später gehörte sie zum Team der U-19, das bei einem Turnier in Ungarn mit drei Siegen die erste Qualifikationsrunde für die U-17-EM 2015 überstand, im April 2015 verlief es dann bei der zweiten Runde in Deutschland wie im Oktober 2013 mit der U-17. Im September wurde sie dann in der ersten Qualifikationsrunde zur U-19-Fußball-Europameisterschaft der Frauen 2016 wieder in der U-19 eingesetzt. Mit zwei Siegen und einer Niederlage gegen Aserbaidschan erreichten sie die zweite Runde. Hier konnten sie beim Turnier im März 2016 in Schweden nur gegen England gewinnen, verloren aber gegen die Gastgeberinnen und Österreich, so dass ihre Zeit in der U-19 mit einer Niederlage endete. Bereits im November 2014 war sie bei einem Spiel der U-21-Mannschaft gegen die Türkei eingesetzt worden.
Am 19. Januar 2017 spielte sie dann erstmals für die A-Nationalmannschaft. Gegner beim 2:1-Sieg, bei dem sie in der 70. Minute eingewechselt wurde, war aber die französische U-23-Mannschaft. Im Juni 2018 stand sie dann in ihrem zweiten Länderspiel, ein Qualifikationsspiel zur WM 2019 gegen die Republik Moldau in der Startelf und trug mit ihrem ersten A-Länderspieltor zum 7:0-Sieg bei, wurde aber nach 63 Minuten ausgewechselt. Es blieb ihr einziger Einsatz in der letztlich erfolglosen Qualifikation. Nach zwei Einsätzen in Freundschaftsspielen im Januar 2019 wurde sie auch beim Zypern-Cup 2019 in den drei Gruppenspielen eingesetzt. Beim Algarve-Cup 2020 konnte sie im ersten Spiel gegen Neuseeland, zu dem sie in der 70. Minute eingewechselt wurde, in der Schlussminute das Tor zum 1:1-Ausgleich erzielen. Die Belgierinnen verloren aber anschließend im Elfmeterschießen mit 6:7, wobei sie aber nicht mitwirkte. In der Qualifikation für die EM 2022 hatte sie fünf Kurzeinsätze von insgesamt 125 Minuten. Beim entscheidenden Spiel um den Gruppensieg am 1. Dezember 2020 gegen die Schweiz saß sie aber nur auf der Bank. Ihre Mitspielerinnen konnten sich durch ein 4:0 das Endrundenticket sichern.
In den ersten acht Spielen der Qualifikation für die WM 2023 wurde sie dreimal eingewechselt. Sie wurde auch für den Vorbereitungskader zur EM-Endrunde 2022 nominiert. Am 20. Juni 2022 wurde sie aber aus dem endgültigen EM-Kader gestrichen.
Nach der EM wurde sie für die beiden letzten Gruppen-Spieln der Qualifikation für die WM 2023 nominiert und kam im letzten Spiel zum Einsatz. Mit einem 7:0-Sieg gegen Armenien qualifizierten sich die Belgierinnen für die Play-offs der Gruppenzweiten. Die Mannschaft scheiterte aber in der ersten Play-off-Runde durch eine 1:2-Niederlage gegen Portugal.
Da erstmals das Abschneiden bei der WM für die europäischen Teams nicht entscheidend für die Qualifikation zu den Olympischen Spielen 2024 war, hatten die Belgierinnen noch die Chance sich über die UEFA Women’s Nations League 2023/24 für die Spiele in Paris zu qualifizieren. Die Belgierinnen konnten zwar das erste Spiel daheim gegen Ex-Europameister Niederlande und später auch das Heimspiel gegen Europameister England gewinnen, gegen Schottland gab es aber nur Remis und die Auswärtsspiele gegen die Niederlande und England wurden verloren. Damit verpassten sie als Gruppendritte nicht nur das Final Four Turnier, bei dem um zwei Olympiatickets gespielt wurde, sondern mussten auch in die Relegation. Hier setzten sie sich aber mit zwei 5:1-Siegen gegen Ungarn durch, so dass sie in Liga A bleiben. Chloé  saß aber lediglich im ersten Play-off-Spiel auf der Bank.

## Erfolge

### Vereinserfolge
- Belgische Pokalsiegerin 2016/2017, 2018/2019